# 第五居仁
第五居仁，字士安，元朝奉元（今陜西省西安市）人，儒學家。
小時候師從蕭㪺，弱冠跟隨同恕受學。博通經史，親自率子弟致力農耕，而學徒滿門。他為人大度雅量，能容人所不能容。曾經走在田間，遇到偷竊他自己種的桑麻的人，第五居仁故意避開。鄉人高讚他的行義。寫字一定正楷，在他門下讀書的，不只學經史，也修德行。去世時，門人一起商議易名之禮，私謚為靜安先生。